# Diana Maria Mihail
Diana Maria Mihail (* 15. August 2000 in Bukarest) ist eine rumänische Tennisspielerin.

## Karriere
Mihail begann mit fünf Jahren das Tennisspielen und spielt bislang ausschließlich Turniere der ITF Women’s World Tennis Tour, wo sie aber noch keinen Titel gewinnen konnte.
2018 erhielt sie eine Wildcard für die Qualifikation zum Hauptfeld im Dameneinzel der Ladies Championship Gstaad, ihrem ersten und bislang einzigen Turnier der WTA Tour. Sie verlor in der ersten Runde gegen Jessica Pieri mit 0:6 und 1:6. 2019 erreichte sie zusammen mit Nadia Echeverría Alam das Finale des Damendoppel-Wettbewerbs des W15 in Lima, wo die beiden gegen Fernanda Labraña und Camila Romero mit 2:6 und 4:6 verloren.
2021 trat sie zusammen mit Valeria Koussenkova beim Doppelwettbewerb der World Tennis Tour W60 Open Araba en Femenino an, wo sie in der ersten Runde gegen Mercedes Aristegui und Isabel Pascual Montalvo mit 5:7 und 4:6 verloren. 2022 erreichte sie im Juni zusammen mit Lija Karatantschewa das Viertelfinale des Damendoppel der Brașov Open, wo sie gegen Jesika Malečková und Isabella Schinikowa mit 3:6 und 3:6 verloren. Bei den La Marsa Open 2023 schied sie mit Partnerin Prisha Vyas bereits in der ersten Runde des Damendoppels aus.